# Thyeste (Sénèque)
Thyeste (latin Thyestes) est l’une des dix tragédies romaines conservées de l'auteur romain Sénèque. Appartenant au genre de la fabula cothurnata, elle a été écrite au Ier siècle ap. J.-C. Le sujet de Thyeste est la vengeance d'Atrée et le furor dynastique des Tantalides.

## Thème
Thyeste de Sénèque est connu pour la violence de ses scènes illustrant la rivalité entre les deux frères Atrée et Thyeste, petits-fils de Tantale et fils de Pélops, dont les crimes successifs forment une part de la légende des Atrides.
Atrée se venge de son frère en lui servant à dîner les enfants que celui-ci a eus avec sa propre femme. Ce faisant, il déploie une triple violence : disproportionnée par rapport à la faute initiale (infanticide et cannibalisme châtient un adultère et un vol), effroyablement cruelle puisque les enfants sont tués puis cuisinés à l’insu de celui qui va les manger, méthodiquement sadique puisque le vengeur accroît sa joie à mesure que la douleur qu’il provoque est plus intense, jusqu'à la scène de reconnaissance.

## Structure
Dans la « Collection des Auteurs latins » publiée sous la direction de M. Nisard, la pièce est analysée comme suit :
- Acte I : vv. 1-175
- Acte II : vv. 175-403
- Acte III : vv. 404-622
- Acte IV : vv. 623-883
- Acte V : vv. 884-1112

Mais les tragédies avaient une autre structure pour le spectateur dans l’Antiquité. Les 1112 vers s’analyseront mieux ainsi :
- Prologue parlé : vv. 1-121 (Tantale fils de Zeus, Furie)
- Chant du chœur I : vv. 122-175

- Épisode parlé I : vv. 176-335 (Atrée, Garde)
- Chant du chœur II : vv. 336-403

- Épisode parlé II : vv. 404-490 (Thyeste, Tantale son fils), 491-545 (Atrée, Thyeste)
- Chant du chœur III : vv. 546-622

- Épisode parlé III : vv. 623-788 (rhesis du Messager, Chœur)
- Chant du chœur IV : vv. 789-883

- Épisode parlé IV : vv. 884-1112 (Atrée, Thyeste)

## Résumé
(Prologue.) Une furie a fait sortir des Enfers le fantôme de Tantale, qui vient malgré lui contaminer le palais d'Atrée à Mycènes.
(Chœur I) Le chœur évoque le supplice de Tantale châtiant son « bestial festin » (« dapibus feris », v. 150), et formule le vœu pour que cessent les crimes des Tantalides. 
(Épisode I) Atrée se laisse dominer par sa colère et médite sa vengeance. En effet, pendant qu'il régnait à Mycènes, Thyeste, son frère, pour satisfaire l'ambition qu'il avait de s'emparer du trône, avait soustrait frauduleusement le bélier d'or sur la possession duquel on croyait que reposait le destin de la royauté, aidé en cela par la femme d'Atrée (Érope, jamais nommée dans la pièce), que Thyeste avait séduite. 
(Chœur II) Le chœur chante tout ensemble la figure du vrai roi, Atrée venant de paraître avec des intentions iréniques, et la réconciliation. 
(Épisode II) Thyeste qui, après ses forfaits, avait été chassé du trône et de Mycènes, traînant dès lors une vie pauvre et misérable, revient, tremblant d'abord : son fils tente de le rassurer. Enfin, trompé par le discours mielleux et les feintes démonstrations de joie d’Atrée, Thyeste accepte son offre de réconciliation ; le chœur se laisse lui aussi tromper.
(Chœur III) Le chœur célèbre la paix retrouvée du royaume, mais finit par un avertissement (v. 596-621) : « aucun sort ne dure » (« nulla sors longa est », v. 596). 
(Épisode III) Peu de temps après, le messager fait au chœur, avec une extrême précision, le récit des gestes du roi : Atrée a pris ses neveux en otage, les a immolés sur les autels, les a fait servir à table à leur père, et lui a donné même à boire de leur sang mêlé à du vin. Le crime est si terrible que le Soleil renverse son orbite en plein jour et que les constellations du zodiaque tombent du ciel.
(Chœur IV) Le chœur s’interroge sur la disparition du Soleil et redoute la série de catastrophes préfigurée par ce prodige.
(Épisode IV) Thyeste découvre avec horreur qu’il a dévoré ses fils. La pièce se termine par un dialogue terrible mettant aux prises les jumeaux ennemis, rivalisant d’imprécations. Après avoir invoqué des scénarios apocalyptiques, Thyeste maudit son frère. Atrée célèbre son ignoble vengeance et a le dernier mot.

## Personnages
Le chœur est théoriquement composé de vieillards de Mycènes. Mais son premier chant est une prière des sujets d'Atrée, quand les deuxième et troisième chants sont des prêches philosophiques (stoïciens) émanant d'un individu solitaire, et quand le quatrième est la prière de toute l'humanité à Jupiter.
Les personnages parlants de la tragédie sont : 
- Thyeste.
- Le fantôme (ou l’ombre) de Tantale (son grand-père, le fils de Zeus).
- Atrée, roi de Mycènes (son jumeau).
- Tantale (son fils ; mais certains y voient Plisthène).
- Une furie (certains y voient Mégère).
- Un garde (certains y voient un courtisan).
- Un messager.

Les personnages muets sont deux fils de Thyeste (le premier est Plisthène, certains y voyant Tantale ; le deuxième n’est pas nommé).

## Influence et postérité
Thyeste est la seule pièce de Sénèque sans modèle grec parvenu jusqu'à nous. Sénèque a pu s’inspirer des auteurs grecs et latins suivants, dont on sait par des fragments ou des témoignages indirects qu’ils avaient abordé le thème de la vengeance d’Atrée : Sophocle, Eschyle, Euripide, Lucius Accius, Lucius Varius Rufus.
La brutalité du Thyeste de Sénèque a influencé de nombreuses œuvres de la littérature mondiale : Ludovico Dolce, qui tira au XVIe siècle du Thyeste de Sénèque une version de même nom, Tieste, conforme au goût du théâtre de la Renaissance italien ; Thomas Kyd ; Shakespeare (notamment pour Titus Andronicus et Hamlet), Voltaire, Ugo Foscolo (pour sa tragédie Tieste), ce qui a été démontré.
Thyeste, mis en scène par Thomas Jolly, ouvre le festival d'Avignon 2018 dans la Cour d'honneur du Palais des papes,.
Le film Seneca (2023) de Robert Schwentke dans lequel est jouée une partie de la pièce.

## Sources
- Léon Herrmann, Le Théâtre de Sénèque, t. I, Société d'édition "Les Belles lettres", 1924.
- E. J. Kenney, The Cambridge History of Classical Literature, vol. 2 : "Latin Literature", Cambridge University Press, 1982, pp. 524-530.
- Pascale Paré-Rey, « Les tragédies de Sénèque sont-elles spectaculaires ? », Pallas, n° 95, 2014, pp. 33-57; http://pallas.revues.org/1659.
- Zoé Schweitzer, « La violence sauvage : Thyeste de Sénèque », Comparatismes en Sorbonne, n° 2 : « Spectacle de la violence », 2011, CRLC, Paris ; http://www.crlc.paris-sorbonne.fr/pdf_revue/revue2/Spectacle9.pdf.